# Martin Conway, 1:e baron Conway
William Martin Conway, 1:e baron Conway, född 12 april 1856 i Rochester, död 19 april 1937, var en engelsk konstskriftställare och forskningsresande.
Conway studerade i Cambridge och var 1885–1888 lärare i konsthistoria vid University College i Liverpool. År 1889 företog han en forskningsresa i Egypten, Syrien, Mindre Asien och Grekland. 1892 utforskade han Karakorambergen och mellan 1896 och 1897 undersökte han de inre delarna av Spetsbergen. Under en resa genom Anderna besteg han 1898 Illimani och Aconcagua. Efter återkomsten blev han 1901 Slade Professor of Fine Arts i Cambridge, en post han innehade till 1904. År 1918 invaldes han i underhuset och 1931 upphöjdes han till peer.